# 埃德·羅伊斯
愛德華·蘭德爾·“埃德”·羅伊斯（英語：Edward Randall "Ed" Royce；1951年10月12日—）是美国一位共和黨籍的政治人物。自1993年首次當選眾議院議員後連任至2019年，曾任美國眾議院外交委員會主席。

## 荣誉

### 外国勋章奖章
- 大绶景星勋章（中华民国，2015年3月13日批准[2]，2015年3月13日于台北总统府颁发[3]）
- 修交勋章光化章（韩国，2017年1月11日批准[4]）
- 特种大绶景星勋章（中华民国，2017年9月1日批准[5]，2017年9月1日于台北总统府颁发[6]）
- 二等国会外交荣誉奖章（中华民国立法院，2018年3月27日于台北颁发[7]）